# Edoardo Ginistrelli
Edoardo Ginistrelli (Napoli, 3 giugno 1838 – Napoli, 20 settembre 1920) è stato un politico italiano.
Fu senatore del Regno d'Italia nella XVII legislatura.